# Asiagomphus melanopsoides
Asiagomphus melanopsoides är en trollsländeart som beskrevs av Doi 1943. Asiagomphus melanopsoides ingår i släktet Asiagomphus och familjen flodtrollsländor. IUCN kategoriserar arten globalt som otillräckligt studerad. Inga underarter finns listade i Catalogue of Life.